# Xã Brimfield, Quận Portage, Ohio
Xã Brimfield (tiếng Anh: Brimfield Township) là một xã thuộc quận Portage, tiểu bang Ohio, Hoa Kỳ. Năm 2010, dân số của xã này là 10.376 người.